# Neoidealismo
Neoidealismo ou neo-hegelianismo refere-se a  uma vertente (ou vertentes) do pensamento inspirada pelos trabalhos do  filósofo idealista alemão Georg Wilhelm Friedrich Hegel e na qual se incluem as  doutrinas de um grupo de filósofos influentes na Grã-Bretanha e nos Estados Unidos entre 1870 e 1920, além dos pensadores italianos Benedetto Croce e Giovanni Gentile.

## O neoidealismo inglês
Em 1865, o filósofo escocês James Hutchinson Stirling (1820-1909), ao publicar a obra O segredo de Hegel (The Secret of Hegel: Being the Hegelian System in Origin Principle, Form and Matter), teve o mérito de haver introduzido e difundido na Inglaterra o pensamento hegeliano, apresentado então como uma evolução da filosofia transcendental de Kant. O neo-hegelianismo, em contraposição ao positivismo imperante, pretendia satisfazer a necessidade de uma ética baseada em valores  ideais e religiosos, contrapondo-a à moral utilitarista.
Nessa direção,  desenvolvia-se   a  filosofia da religião de  Thomas Hill Green e  Edward Caird , mediante a aplicação do sistema dialético hegeliano aos princípios religiosos.
Entre os neo-hegelianos ingleses destaca-se  Francis Herbert Bradley, que, em sua obra Aparência e realidade  (1893), afirmava  o   aspecto contraditório da experiência sensível  e a necessidade de ir além da contingência, atingindo o absoluto hegeliano como síntese de finito e infinito.  Efetivamente, o absoluto apresentado por Bradley aparece num registro quase neoplatônico já que o aspecto finito da realidade desaparecia diante da prevalência do infinito. 
A concepção de Bradley  despertou acesas polêmicas em que se reivindicava, com Bernard Bosanquet, a função essencial da contradição na dialética hegeliana e, com  John Ellis McTaggart, os aspectos espirituais do pensamento hegeliano.
A crise do neoidealismo inglês ocorre com James Black Baillie, que,  em  Studies in Human Nature (Estudos sobre a natureza humana), diante do drama da Primeira Guerra Mundial, repudia o otimismo idealista do  historicismo hegeliano e retoma a tradição  empirista da filosofia inglesa.  

## O neoidealismo estadunidense
Em 1890, com alguns estudos críticos de  William Torrey Harris sobre a Ciência da Lógica, de Hegel, o interesse pelo pensamento hegeliano,  considerado sobretudo em seus aspectos religiosos,  difundiu-se também nos Estados Unidos.
O maior intérprete dessa  corrente religiosa neo-hegeliana foi Josiah Royce, que defendeu uma fusão entre a tradição do   subjetivismo de Berkeley e a problemática das filosofias do espírito pós-kantianas 

## O neoidealismo italiano
O interesse  pela doutrina  hegeliana na Itália difundiu-se no século XIX, sobretudo através das obras de  Augusto Vera e Bertrando Spaventa, que pode ser considerado como o precursor, na Itália, da interpretação do pensamento hegeliano que associa as ideias de Kant e  Fichte a temas idealistas. Destacam-se também os estudos de  Francesco De Sanctis sobre a estética  hegeliana e, posteriormente, os trabalhos de Benedetto Croce e Giovanni Gentile.

### Giovanni Gentile e Benedetto Croce
Em  1913 Giovanni Gentile,  publica  La riforma della dialettica hegeliana ('A reforma da dialética hegeliana'). Em sua obra, Gentile vê na lógica hegeliana a categoria do devir como coincidente com o ato puro do pensamento, ao qual se  transmite toda a realidade da natureza, da história e do espírito.
A essa visão subjetivista de Gentile, contrapõe-se, a partir de 1913, Benedetto Croce (primo de Bertrando Spaventa), que, no seu Saggio sullo Hegel ('Ensaio sobre Hegel'),  interpreta o pensamento hegeliano como historicismo imanentista.
Depois de ter marcado fortemente a cultura filosófica italiana por mais de quarenta anos, o neo-hegelianismo entra em crise no  segundo pós-guerra, sendo substituído pelo existencialismo,  pelo neopositivismo, pela fenomenologia e pelo marxismo. 